# تشاه بل توك آب (قلعة خواجة)
تشاه بل توك آب (بالفارسية: چاه پل توک اب) هي منطقة سكنية تقع في إيران في قسم قلعة خواجة الريفي. يقدر عدد سكانها بـ 0 نسمة بحسب إحصاء 2016.